# Spomenik Risaru
Spomenik Risaru, spomenik u Subotici, djelo kiparice Maje Rakočević Cvijanov. Napravljen povodom 100 godina žetvene svečanosti bačkih Hrvata Dužijance. Postavljen je u parku ispred Gradske kuće. Kip je kosac u prirodnoj veličini i u autentičnom risarskom zamahu tijekom košnje žita, izrađen tako da se ne ističe u odnosu na prolaznike i promatrače. Inicijativu da se podigne ovaj spomenik dao je bački hrvatski kulturni i politički djelatnik Lazo Vojnić Hajduk, odnosno Hrvatski kulturni centar  ” Bunjevačko kolo ”, organizacijski odbor ” Dužijanca” povodom 100 godina postojanja ove manifestacije. Financijski su podizanje pomogli Lokalna samouprava Grada Subotice i Pokrajinsko tajništvo za kulturu.
Spomenik je postavljen 31. srpnja 2011. godine na dijelu javnog prostora Trga republike na travnatoj površini bliže Strossmayerovoj ulici. Kip je odljev višestrukog prvaka u košenju, čije se natjecanje tradicionalno održava u okviru žetelačkih svečanosti. Figura je od bronce, patinirana i oličena u bijelo, u naivnom tretmanu, kako bi se podcrtao način na koji u gradu prepoznajemo tradiciju. Inspiracija za kip je u etnološkim zbirkama lutaka lutaka u narodnim nošnjama.